# バスケットボールハンガリー代表
バスケットボールハンガリー代表（Hungary national basketball team）は、ハンガリーバスケットボール連盟により国際大会に派遣されるバスケットボールのナショナルチームである。

## 歴史
1955年に自国開催で行われたユーロバスケットで初優勝を果たす。
しかし東京オリンピックを最後に低迷が続き、五輪から遠ざかるばかりでなく世界選手権に至ってはいまだ出場がない。

## 主な国際大会成績
- 夏季オリンピック
  - 1948年：9-16位
  - 1960年：9位
  - 1964年：13位
- 世界選手権
  - 出場なし
- ユーロバスケット
  - 優勝：1回（1955年）

## 主な歴代代表選手
- コーネール・デーヴィッド
- アダム・ハンガ
- ジョルジー・ゴロマン
- ダビド・ヴォイヴォダ
- ゾルターン・ペルル
- マルコ・フィリポヴィティ
- シラード・ベンケ
- ベネデク・ヴァラディ
- ミカエル・ホプキンス
- アーコシュ・ケレル
- ロスコ・アレン(英語版)